# Argélico Fucks
Argélico Fucks (n. 14 septembrie 1974) este un fost fotbalist brazilian, în prezent antrenor.

## Palmares

### Jucător
Internacional
- Campeonato Gaúcho: 1992, 1994
- Copa do Brasil: 1992

Santos
- Copa CONMEBOL: 1998

Porto
- Primeira Liga: 1998-1999
- Taça de Portugal: 1999-1900
- Supertaça Cândido de Oliveira: 2000

Palmeiras
- Torneio Rio-São Paulo: 2000
- Copa dos Campeões: 2000

Benfica
- Primeira Liga: 2004–05
- Taça de Portugal: 2003–04
- Supertaça Cândido de Oliveira: Finalist 2004

### Antrenor
Figueirense
- Campeonato Catarinense: 2015

## Statistici
| Brazilia | Brazilia | Brazilia |
| An       | Meciuri  | Goluri   |
| -------- | -------- | -------- |
| 1995     | 1        | 0        |
| Total    | 1        | 0        |